# 미쓰하마정
미쓰하마정(三津浜町)은 에히메현 온센군에 설치되었던 정이다. 현재의 마쓰야마시에 해당한다.